# 赖因霍尔德·哈尼施
赖因霍尔德·哈尼施（德語：Reinhold Hanisch，1884年1月27日—1937年2月）是位奥地利移民工人，曾经与青年阿道夫·希特勒一同做生意。哈尼什曾于1910年与希特勒同住，後來发表过关于他的文章，除奥古斯特·库别兹克外，哈尼施是为数不多的见证了希特勒的维也纳岁月的人之一。

## 早年（1884－1911）
哈尼施在家乡上完了小学。尽管祖上是贵族，但他的父母却已既贫穷又衰颓。他也因此成為了一名临时工人以及家仆。1907年，哈尼施在柏林因盗窃而被判处三个月监禁，1908年，他又被判了六个月。1909年秋，他来到维也纳，找到了份佣人的工作。他住在维也纳迈德灵城区的无家可归者之家，1909年12月21日，他初次见到了希特勒。1910年，哈尼什与希特勒在默尔德曼街宿舍同住，并一直关照着这位老弟。在1910年的头几个月里，希特勒与哈尼施之间形成了合作关系：希特勒大多使用水彩颜料绘制明信片和画作，而哈尼施则负责销售。之后两人平分收入。  
最终，希特勒与哈尼施决裂，希特勒指责他在出售了自己的一幅画作（画的是奥地利国会大厦）后独吞了收入。哈尼施则对此矢口否认。为了维系生活，哈尼施也开始绘画，成了希特勒的同行竞争者。哈尼施的客户中有一位犹太画框商人雅各布·阿尔滕贝格，哈尼施会为他提供画作和明信片。
1910年8月4日，哈尼施被举报，报警的是另一位宿舍住户西格弗里德·勒夫纳（Siegfried Löffner），此人替希特勒出售画作。维也纳警方发现哈尼施在登记时用的是假名“弗里茨·瓦尔特”。1910年8月11日，维也纳一法庭判决哈尼施入狱七天。

## 晚年（1912－1937）
1912年，有人匿名举报希特勒非法使用头衔“学院画家”（academic painter），警方警告他不得再继续使用此头衔。也许是哈尼施指使他的画家朋友卡尔·莱登罗特（也住在默尔德曼街宿舍）举报了希特勒。
1912年8月5日，哈尼施离开维也纳，返回亚布洛内茨。他在1914到1917年作为一名士兵参加了一战。1918年7月4日，他与未婚妻弗兰齐斯卡·比苏雷克返回维也纳；二人于1918年7月22日结婚，住在维也纳第二十区的劳舍尔小巷19号。他们的住宅隸屬於铁道列车长弗朗茨·法伊勒的父母，而弗朗茨也爱好收藏画作，哈尼施为他找到了许多各种各样的藏品。
1923年7月20日，哈尼施因盗窃而被维也纳城区法庭判处三个月监禁。哈尼施于1928年4月17日离婚。1930年后，哈尼施做起了画家。他把自己画的水彩画谎称为希特勒在维也纳时的作品来销售。哈尼施经常模仿画家奥尔加·维辛格-弗洛里安的风格绘制花卉，之后再称其为希特勒的原作并售卖。为了让骗局更可信，他还请自己的朋友卡尔·莱登罗特来证明那些伪作是真的。尽管如此，哈尼什还是在1932年5月7日被判处三日监禁。
1933年春，希特勒出任德国总理，各界对哈尼施的关注度大增。巴伐利亚的记者、反纳粹主义者康拉德·海登当时正在编写第一部权威性希特勒传记，他找到了哈尼施，后者在当时是唯一已知的见证了希特勒在维也纳的日子的人。哈尼施欣然提供了信息，而且得到了不错的报酬。在接下来的几年里，哈尼施接受了很多国内外报刊的采访，赚了不少钱。1939年，哈尼施对希特勒的回忆文章登上了美国杂志《新共和》。
尽管哈尼施的前房东的儿子弗朗茨·法伊勒对哈尼施很友善，但他其实从1933年起就成了希特勒的维也纳密使，他在维也纳为希特勒购回了一些作品，无论是希特勒的真迹还是赝品，他都一并将它们带回德国。之后这些画中有些被销毁，另一些则被转入纳粹党在慕尼黑的档案馆。1933年复活节時，法伊勒在贝希特斯加登将哈尼施的一些“希特勒画作”交给了希特勒本人。希特勒认出这些都是仿作，命法伊勒以诈骗为由起诉哈尼施。法伊勒服从了希特勒的指示，1933年7月6日，他控告哈尼施诈骗。再度入狱几个月的哈尼施在获释后继续伪造希特勒画作。
1936年11月16日，哈尼施被捕。在警方对他租住的房间进行搜查时，除了他所写的有关希特勒的手稿以外，还有更多的假希特勒画作。1936年12月2日，维也纳地区法庭以诈骗罪判处哈尼施入狱。哈尼施大概是在被拘留期间于1937年2月死亡的。据维也纳官方记录，哈尼施在维也纳的监狱被监禁了两个月后于1937年2月2日因心脏病发而死。希特勒传记作家約阿希姆·費斯特称是希特勒授意杀掉了哈尼施。
在他死后，希特勒的属下们又继续为找寻伪希特勒画作忙了好几年。1942年10月21日，希特勒命海因里希·希姆莱将三张伪作及其他文件销毁。

## 哈尼施关于希特勒的陈述
哈尼施说希特勒十分不愿意工作。尤其怀疑《我的奋斗》中希特勒所说的他曾在维也纳打工讨生活的经历：“我从未见过他干重活，结果却听说他当过建筑工人。承包商可只会雇佣强壮有力的人。”哈尼施坚称，希特勒曾在宿舍聊天时夸夸其谈，反复发表对德国社会民主党的反对意见，他与其他宿舍住户不同，希特勒总是站在政府一边。哈尼施还强调希特勒与宿舍中的犹太人关系很好。希特勒在宿舍里几乎只与犹太人来往，他在宿舍的最要好朋友是犹太铜金属清洁员约瑟夫·诺伊曼（Josef Neumann）。希特勒的另一位犹太朋友叫西蒙·罗宾逊（Simon Robinsohn），是个独眼锁匠的助手，来自加利西亚城镇利斯科（Lisko）。史学家们已经证实了上述描述的真实性。据哈尼施说，希特勒曾与另一位默尔德曼街宿舍居民约瑟夫·格赖纳一起想办法弄钱；有一次，两人试图收集过量的浆糊并打着防冻剂的旗号进行售卖——但只能在夏天干这事，以免骗局被识破。
《阿道夫·希特勒的思维：秘密战时报告》引用了哈尼施的说法：“他（希特勒）从来都不是个热情的工人，早上起不来床，幹活对他来说难上加难，似乎得上了意志力瘫痪症。”